# Académie de chevalerie rhénane

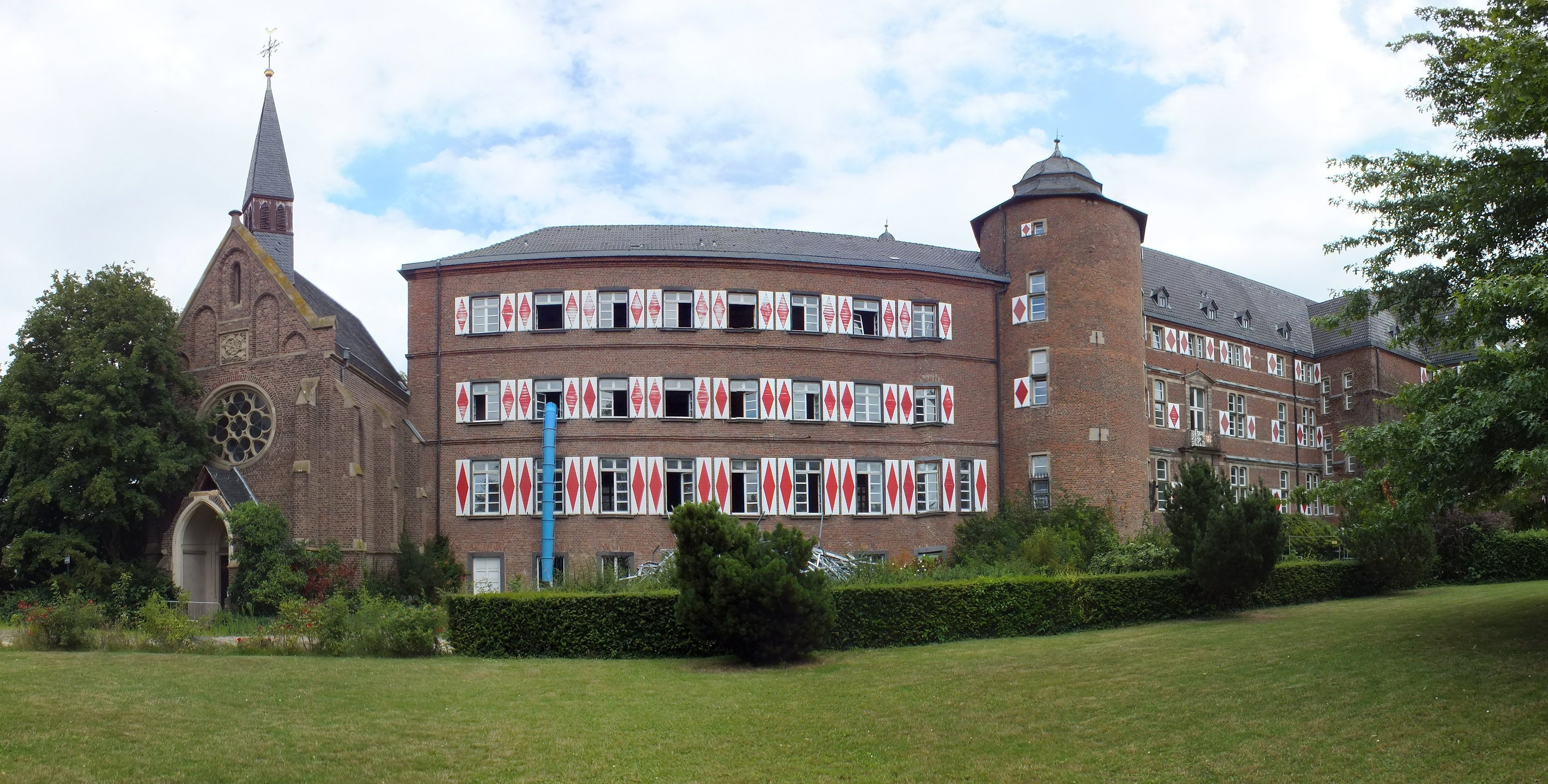
Vue extérieure de l'Académie de chevalerie rhénane

L'Académie de chevalerie rhénane est à l'origine un établissement d'enseignement noble à Bedburg et le précurseur du lycée actuel de Silverberg (de) et du lycée Erft (de) dans la ville de Bergheim.

## Fondation
En 1837, le roi Frédéric-Guillaume IV confirme la chevalerie rhénane en tant que corporation de droit public. La condition préalable est une fondation pour l'éducation des fils des familles membres. Le premier capitaine des chevaliers, Johann Wilhelm von Mirbach-Harff (de), président de la "Coopérative de la chevalerie rhénane (de)" fonde l'Académie de chevalerie au château de Bedburg dans le but d'éduquer les fils de la noblesse jusqu'au niveau de l'enseignement supérieur. Le règlement de l'école est officiellement confirmé par le roi Frédéric-Guillaume IV le 22 juin 1841.

## L'école
L'académie de chevalerie (de) n'est initialement destinée qu'à éduquer les fils de la noblesse. À partir de 1851, cependant, des étudiants catholiques bourgeois sont également admis et, au cours des années suivantes, leur nombre dépasse de loin celui des nobles.
Le 1er mai 1842, l'académie de chevalerie est ouverte au château de Bedburg (de) ; Cependant, les cours programmés ne commencent qu'à partir du 15 octobre avec 13 élèves et huit enseignants sous la direction du directeur Peter Joseph Seul. Le comte Johann Wilhelm von Mirbach-Harff est un capitaine chevalier et directeur en chef de l'école. À cette époque, c'est la seule école de l'arrondissement de Bergheim-sur-l'Erft (de) qui conduit à l'Abitur.
En 1922, la chevalerie se retire de l'école, qui devint alors le "lycée municipal", ne portant plus que le nom d'"académie de chevalerie rhénane" dans une sous-ligne. En 1939, à l'époque nazie, le lycée est transféré à Bergheim, et il ne reste qu'une école de cinq classes.

## Château
Le château vacant, que la chevalerie peut acquérir à bon marché, sert de bâtiment scolaire.
Pendant l'occupation française de la Rhénanie, il sert de résidence aux anciens combattants et, après l'expulsion des Français, pendant quelque temps d'hôpital pour les patients oculaires de la prison de Brauweiler. Après cela, il est tombé en désuétude. La coopérative l'achète au gouvernement prussien en 1839 et le rénove, en ajoutant l'aile de l'école à quatre étages avec des internats.

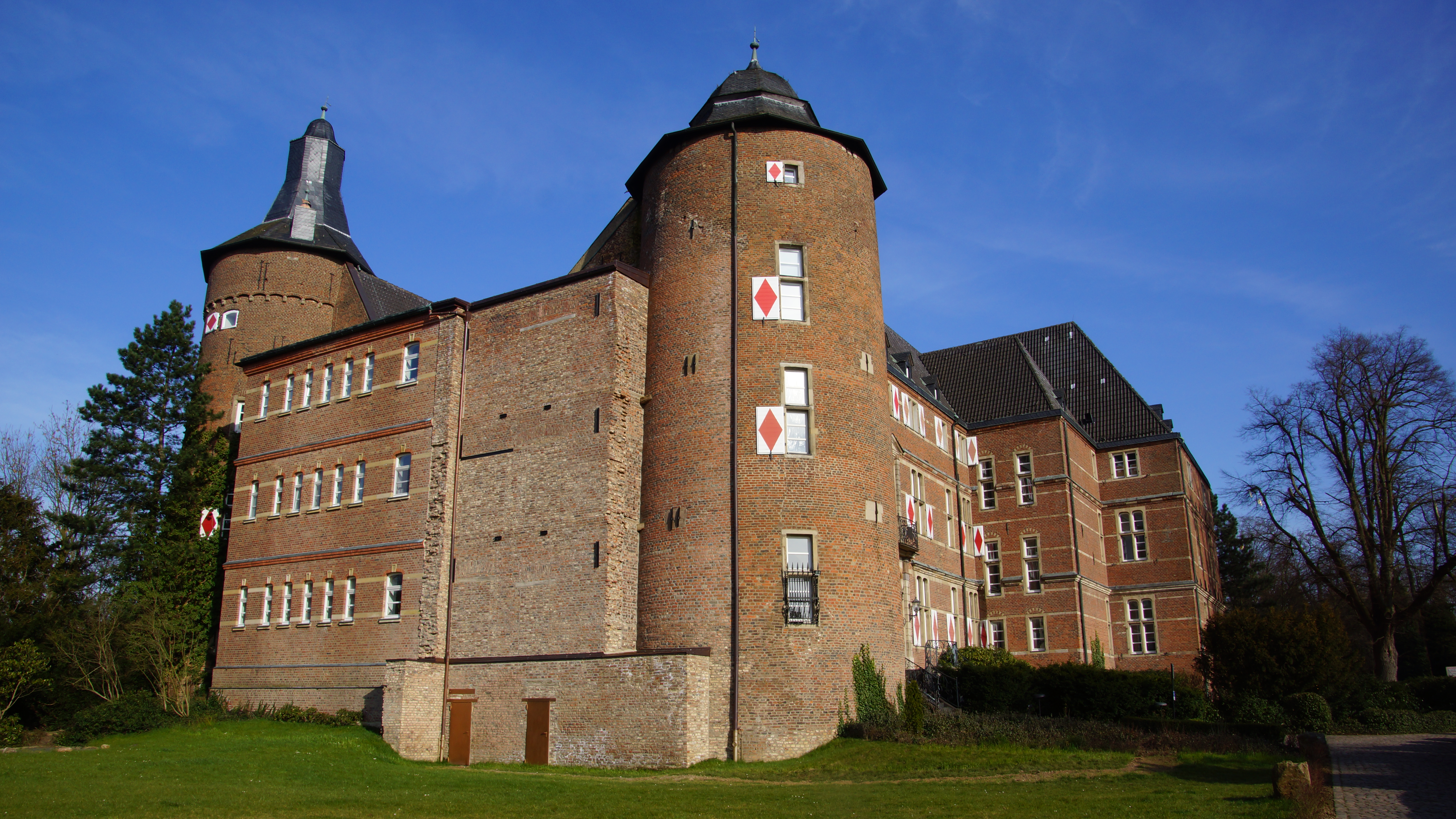
, au premier plan la place de l'Académie de chevalerie démolie

Comme il n'est pas possible de réunir les fonds pour les mesures de conservation nécessaires d'un montant de 12 millions d'euros, le conseil municipal de Bedburg décide en août 2010 de ne pas faire d'offre de reprise au propriétaire du bâtiment. La démolition de l'académie et de la chapelle commence le 25 juillet 2011.

## Personnalités

### Professeurs
- Philipp Krementz (1819-1899), évêque de Warmie, archevêque et plus tard cardinal de Cologne
- Heinrich Bone (de) (1813-1893), philologue et professeur, compositeur de nombreux hymnes
- Franz Jakob Scheuffgen (de) (1842-1907), prévôt de Trèves
- Eduard Arens (de) (1866-1935), historien de la littérature

### Élèves
- Philipp von Arenberg (de) (1848-1906), chapitre de la cathédrale d'Eichstätt
- Heinrich von Droste zu Hülshoff (de) (1827-1887), administrateur de l'arrondissement de Münster (de), député du parlement provincial de Westphalie (de), cofondateur du Zentrum
- Friedrich Clemens von Ketteler (de) (1839-1906), homme politique (Zentrum), député du parlement provincial de Westphalie, de la Chambre des représentants de Prusse et du Reichstag
- Walter von Loë (1828-1908), maréchal général et adjudant du roi de Prusse
- Wilderich von Spee (de) (1830-1890), administrateur de l'arrondissement de Düsseldorf (de)
- Maximilian Gereon von Galen (de) (1832-1908), évêque auxiliaire du diocèse de Münster.
- Stephan von Spee (de) (1866-1956), administrateur de l'arrondissement de Borken (de), député du parlement provincial de Westphalie
- Josef von Spee (de) (1876-1941), administrateur de l'arrondissement de Schleiden (de)
- Friedrich von Spee (de) (1882-1959), administrateur du reste de l'arrondissement de Saint-Wendel-Baumholder (de)
- Hermann Wirtz (de) (1896-1973), fabricant de savons et fondateur de Grünenthal (de)